# Emulsione fotografica
L'emulsione fotografica è un materiale fotosensibile collocato su supporti diversi come pellicola (poliestere, acetato di cellulosa o nitrato di cellulosa), carta, vetro e tessuto. In fotografia si parla di emulsione solo in un contesto di fotografia analogica, ovvero quella tradizionale esistente prima della fotografia digitale, e più precisamente della fotografia ricavata da un processo esclusivamente fotochimico.           
Costituita da cristalli fotosensibili (come gli alogenuri d'argento o il bromuro d'argento) sospesi in una gelatina, l'emulsione ha la proprietà di essere "impressionata" da una fonte luminosa producendo un'immagine latente, che sarà visibile e stabile solo dopo aver subito un procedimento chimico compiuto su qualsiasi supporto emulsionato, processo chiamato sviluppo fotografico.
Mentre in chimica per emulsione si indica una dispersione, più o meno stabile, di un fluido sotto forma di minutissime goccioline o bollicine (fase dispersa) in un altro fluido non miscibile (quindi due fluidi), in fotografia il termine non si applica a due fluidi, bensì ad una sospensione di particelle solide (alogenuri d'argento) in un fluido («soluzione di gelatina»).